# 2С19 «Мста-С»
2С19 «Мста-С» (індекс ГБТУ — об'єкт 316, за класифікацією НАТО — M1990 «Farm») — радянська і російська 152-мм дивізійна самохідна гаубиця. Розроблена на Уральському заводі транспортного машинобудування. Головний конструктор САУ — Ю. В. Томашов, 152-мм гаубиці 2А64 — Г. І. Сергєєв.
САУ 2С19 призначена для знищення тактичних ядерних засобів, артилерійських і мінометних батарей, танків та іншої броньованої техніки, протитанкових засобів, живої сили, засобів ППО і ПРО, пунктів управління, а також для руйнування польових фортифікаційних споруд та перешкоджання маневрам резервів противника в глибині його оборони.
Може вести вогонь по спостережуваних і неспостережуваних цілях із закритих позицій і прямим наведенням, включаючи роботу в гірських умовах.
При стрільбі використовуються як постріли з боєукладки, так і при подачі з ґрунту.
2С19 «Мста-С» була прийнята на озброєння артилерійських полків мотострілецьких і танкових дивізій Радянської армії в 1989 році. 
Вперше була представлена широкому загалу на авіасалоні в місті Жуковському в серпні 1992 року.

## Історія розробки
У 1971 році на озброєння Радянської армії була прийнята 152-мм самохідна гаубиця 2С3 «Акація», яка за своїми характеристиками приблизно відповідала аналогічним системам країн НАТО, на озброєнні яких знаходилися в основному 155-мм самохідні гаубиці M109. У той же час західноєвропейські держави почали розробку нової САУ SP70 з балістикою саморухомої 155-мм гаубиці FH70. Балістичне рішення 155 мм гаубиці дозволяло забезпечити максимальну дальність стрільби ОФС до 24 км, а активно-реактивним снарядом — до 30 км. Подібні характеристики давали істотну перевагу перед радянськими артилерійськими дивізійними системами та дозволяли здійснювати доктрину «боротьби з другим ешелоном» щодо знищення та придушення військ країн-учасниць Варшавського договору ще до їхнього прибуття на передній край бойових дій.
Приблизно в один час із країнами НАТО в СРСР також розпочинаються роботи зі створення артилерійського озброєння наступного покоління. Так, за результатами науково-дослідної роботи «Успех-2» було визначено тенденції розвитку артилерійського озброєння західних країн та перелік робіт зі створення нових артилерійських систем для Радянської армії. У ході досліджень було виявлено необхідність скорочення номенклатури калібрів артилерійських систем та необхідність уніфікації з боєприпасів гаубиць та реактивних систем залпового вогню у дивізійній, полковій та армійській ланках. З 1976 року в Центральному конструкторському бюро Уральського заводу транспортного машинобудування під керівництвом Ю. В. Томашова починаються науково-дослідні роботи з визначення вигляду перспективної САУ дивізійної ланки, озброєної гарматою з балістикою буксованої 152-мм гаубиці (пізніше отримала назву 2А65 «Мста-Б»), яка розроблялася у Волгоградському ОКБ-2 заводу «Барикади» під керівництвом Г. І. Сергєєва.

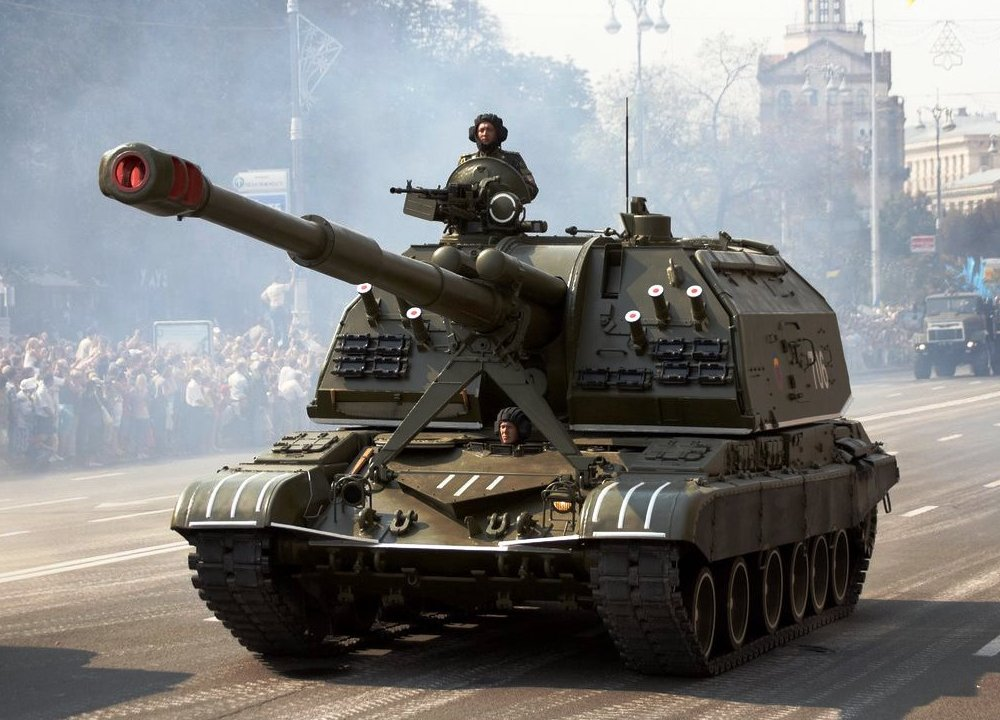
2С19 «Мста-С» української армії під час параду в День Незалежності в Києві в 2008 році.

У 1983 році був виготовлений перший макетний зразок, а в листопаді цього ж року було завершено виготовлення дослідного зразка, який протягом 1984 року на Ржевському полігоні проходив випробування. Спочатку САУ 2С19 розроблялася на базі танка Т-72, проте в ході випробувань були виявлені серйозні недоліки, серед яких було велике розгойдування при стрільбі. Для усунення зауважень було прийнято рішення від бази танка Т-72 залишити геометрію корпусу, двигун, трансмісію і приводи керування. При цьому торсіони і котки ходової частини САУ були замінені на нові, розроблені на базі танку Т-80. Після усунення зауважень до 1986 року були виготовлені 6 самохідних гаубиць 2С19 початкової партії. Виготовлені САУ були відправлені на державні, а потім на військові випробування. Після завершення військових випробувань і доробок виявлених недоліків у 1989 році самохідна гаубиця 2С19 «Мста-С» була прийнята на озброєння Радянської армії.
До початку 2008 року самохідні гаубиці 2С19М1 були прийняті на озброєння та почали надходити до російської армії. Відповідно був розроблений і експортний варіант з неофіційним найменуванням 2С19М1-155. У грудні 2012 року стало відомо про нову модернізовану САУ 2С19М2, перша партія у кількості більше 35 одиниць була поставлена у 2013 році.

## Конструкція

### Броньовий корпус і башта

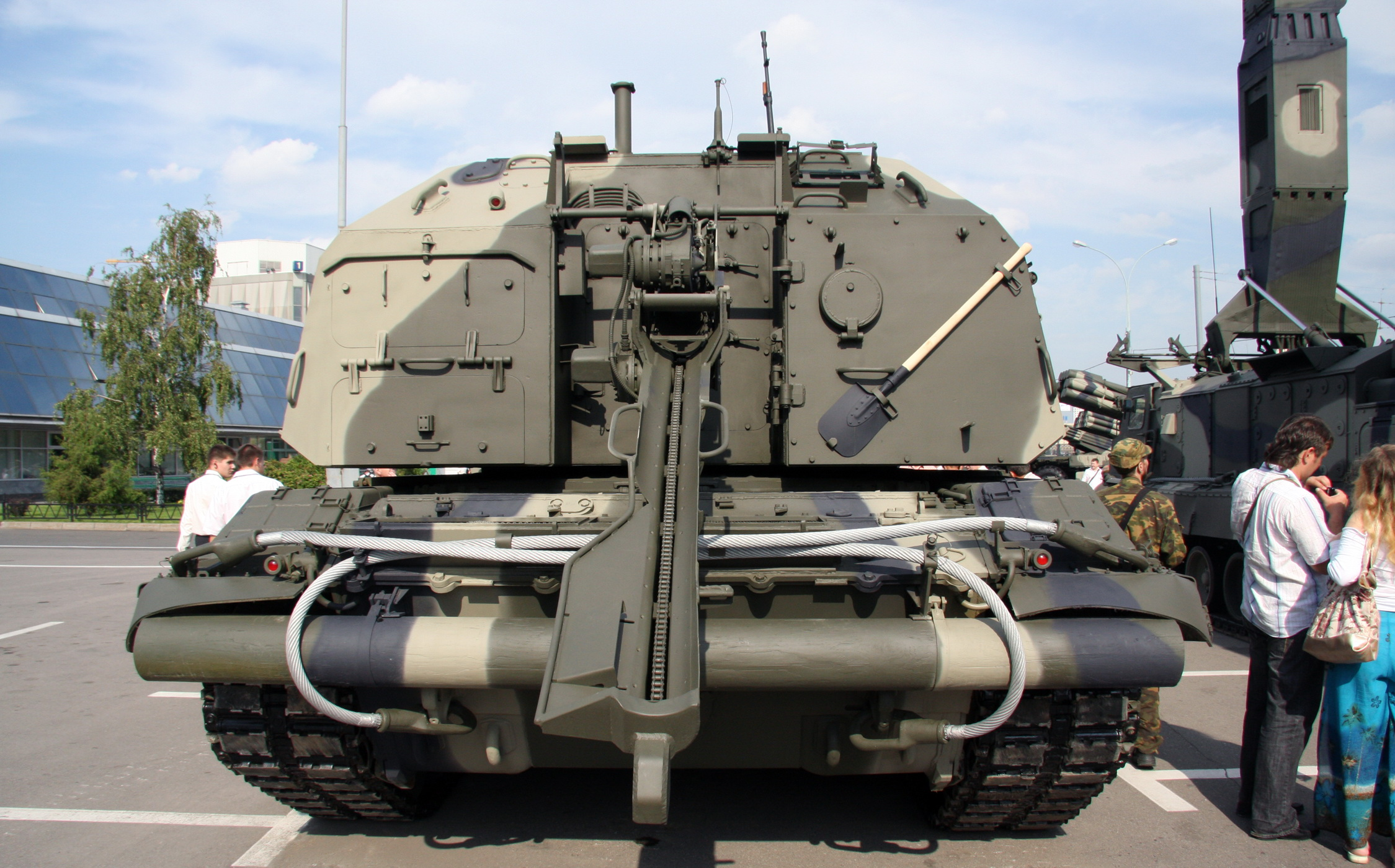
Лоток для подачі боєприпасів з ґрунту

2С19 «Мста-С» виконана за баштовою схемою. Корпус машини за геометрією подібний до корпусу танка Т-72, зварений зі сталевих броньових катаних листів і розділений на три відділення: відділення управління, бойове та силове (моторно-трансмісійне). У передній частині посередині корпусу розташоване місце механіка-водія з органами управління шасі. У середній частині знаходиться бойове відділення. На даху корпусу на кульковий погон діаметром 2444 мм встановлена зварна башта. Маса башти без боєкомплекту складає 13,5 тонн. У ній встановлено гармату 2А64, а також місця екіпажу. По правому борту у передній частині башти розміщується сидіння командира, по лівому борту у передній частині встановлено сидіння навідника та прицільні пристрої. За навідником та командиром розміщено два місця для заряджаючих. У кормовій частині башти встановлено два механізовані конвеєри із зарядами та снарядами. Під баштою на дні корпусу розташована платформа підлоги, що обертається, закріплена до погону чотирма трубами. Подача в укладку може здійснюватися з ґрунту через спеціальний механізований лоток, що подає боєприпаси, розташований зовні на кормі башти. Додаткові конвеєри подачі боєприпасів із ґрунту дозволяють вести стрільбу без витрати внутрішнього боєприпасу. У похідному положенні один з них розміщується на башті, інший забирається всередину. У кормовій частині корпусу САУ знаходиться моторно-трансмісійне відділення, аналогічне такому ж на танку Т-72. Бронювання САУ 2С19 забезпечує протикульовий та протиосколковий захист екіпажу. Товщина листів корпусу та башти складає 15 мм.
САУ оснащена автономним агрегатом електроживлення з газотурбінним двигуном АП-18Д (забезпечує САУ постійним струмом, потужність 16 кВт, час безперервної роботи 8 годин), протипожежною системою ЗЕЦ11-2, двома фільтровентиляціонними установками, вбудованим бульдозерним обладнанням для самоокопування, двома танковими дегазаційними приладами ВДШ, термодимовою апаратурою, системою запуску димових гранат 902Б.

### Озброєння

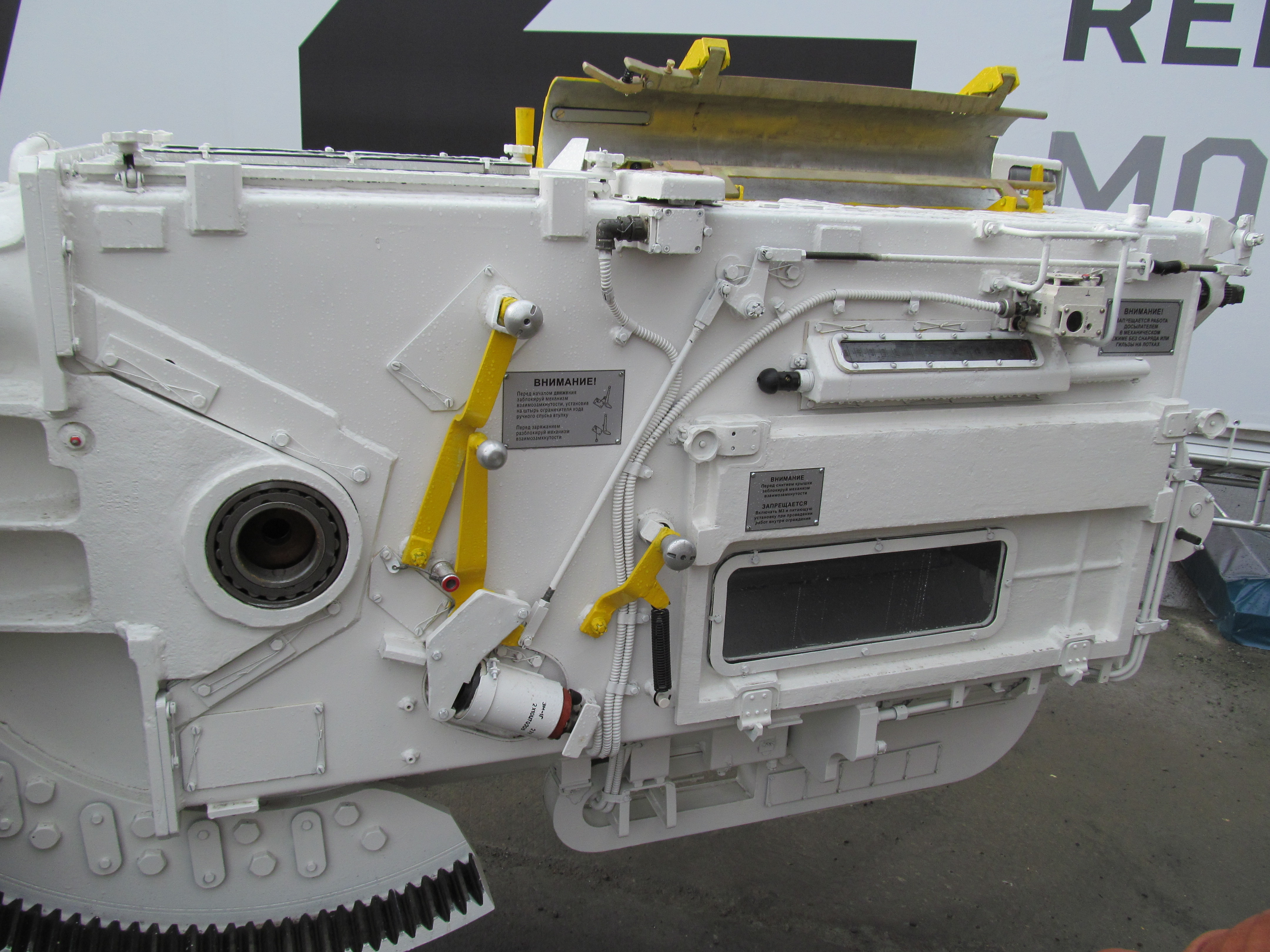
Казенна частина 152-мм гармати 2А64

Основним озброєнням САУ 2С19 є 152-мм гаубиця 2А64 з довжино ствола 47 калібрів. Скорострільність становить 7–8 пострілів/хв. Гармата повністю уніфікована за балістичними характеристиками та використовуваними боєприпасами з 152-мм буксованою гаубицею 2А65. Максимальна дальність стрільби осколково-фугасним снарядом становить 24,7 км, активно-реактивним снарядом —  29 км. Основними вузлами гармати 2А64 є ствол, затвор, електрообладнання, досилач, противідкатні пристрої, люлька, огородження, механізми врівноважування та підйому. Ствол гармати складається з моноблочної труби, з'єднаної з казенником; у передній частині ствола розташований ежектор, на дульному зрізі труби закріплено дульне гальмо. У казеннику знаходиться вертикально-клиновий затвор із напівавтоматикою копірного типу. Постріл із гармати може виконуватися як вручну, так і за допомогою електроспуску. Копірна напівавтоматика затвора призначена для відкривання затвора під час відкоту після пострілу гармати. Люлька зварна, обійменого типу; у ній закріплено сектор підйомного механізму. У задній частині люльки болтовим з’єднанням закріплене огородження. На огородженні розташовані елементи ударно-спускового механізму, досилач, лінійка для вимірювання довжини відкоту, а також механізм блокування спуску. Електромеханічний досилач снаряда і заряду, а також механізм видалення стріляної гільзи, призначені для полегшення роботи заряджаючого. Противідкатні пристрої складаються з веретенно-модераторного гальма відкоту, циліндр якого закріплений у казеннику гармати, і з пневматичного накатника, заповненого азотом. Підйомний механізм секторного типу забезпечує наведення гармати в діапазоні кутів від −4 до +68° по вертикалі. Підйом гармати може здійснюватися як вручну маховиком, так і за допомогою електродвигуна. Пневматичний врівноважувальний механізм служить для компенсації моменту неврівноваженості коливної частини гармати. Возимий боєкомплект САУ 2С19 становить 50 штатних пострілів, однак залежно від кількості керованих снарядів «Краснополь» можливі такі варіанти: 42 штатних постріли і 4 снаряди 3ОФ39, 47 штатних і 3 снаряди 3ОФ39, 39 штатних пострілів і 7 снарядів 3ОФ39. Об’єм зарядної камори становить 16 літрів.
В якості додаткового озброєння на даху башти встановлена зенітно-кулеметна установка ПЗУ-5 з 12,7-мм кулеметом НСВТ, яка має дистанційне керування. Швидкострільність 700-800 постр/хв., дальність до 2000 м. Кути вертикального наведення становлять від -3° до +70°, а горизонтального — від 9° вліво до 255° вправо. Для особистої зброї розрахунку гаубиці передбачено п'ять кріплень під автомати АКС-74, а також кріплення сигнального пістолета. У боєкомплект додаткового озброєння входять 5 стрічок по 60 набоїв для кулемету, 900 набоїв для автоматів, 18 ракет до сигнального пістолета і 20 ручних гранат Ф-1.

### Боєкомплект
В основний боєкомплект 2C19 входять осколково-фугасні снаряди 3ОФ45 із максимальною дальністю стрільби в 24,7 км, снаряди 3ОФ64 с покращеною ефективністю, осколково-фугасні снаряди 3ОФ61 з газогенератором, а також нові касетні снаряди 3-О-23. Крім того, 2С19 може використовувати всі боєприпаси для гаубиці Д-20 і САУ 2С3 «Акація». Штатний боєкомплект САУ 2С19 складають 20 осколково-фугасних і 30 активно-реактивних снарядів.

### Номенклатура снарядів
| Індекс пострілу                       | Індекс снаряда | Індекс заряда  | Маса снаряда, кг | Маса ВР, кг                | Марка детонатора          | Початкова швидкість снаряда, м/с | Максимальна дальність стрільби, км |
| Касетні                               |                |                |                  |                            |                           |                                  |                                    |
| 3ВО13                                 | 3-О-13         | 54-ЖН-546      | 57,9             | 8×0,23                     | ДТМ-75                    |                                  | 14,5                               |
| 3ВО14                                 | 3-О-13         | 54-Ж-546У      | 57,9             | 8×0,23                     | ДТМ-75                    |                                  | 11                                 |
| 3ВО28                                 | 3-О-23         | 54-Ж-546У      | 42,8             | 40×0,042                   |                           |                                  | 21                                 |
| Осколково-фугасні                     |                |                |                  |                            |                           |                                  |                                    |
| 3ВОФ72                                | 3ОФ45          | Ж61            | 43,56            | 7,65                       | РГМ-2М, РГМ-2             | 670                              | 24,7                               |
| 3ВОФ58                                | 3ОФ45          | ЖН-546(-1)     | 43,56            | 7,65                       | РГМ-2М, РГМ-2             | 570                              | 19,4                               |
| 3ВОФ32                                | 3ОФ25          | ЖН-546(-1)     | 43,56            | 6,88                       | РГМ-2, РГМ-2М, В-90, АР-5 | 655                              | 17,4                               |
| 3ВОФ33                                | 3ОФ25          | Ж-546У(-1),    | 43,56            | 6,88                       | РГМ-2, РГМ-2М, В-90, АР-5 | 509                              | 13,4                               |
| 53-ВОФ-546                            | ОФ-540         | 54-Ж-546У      | 43,56            | 5,86                       | РГМ-2, В-90, Д-1-У, АР-5  | 651                              | 17                                 |
| 53-ВОФ-546У                           | ОФ-540         | 54-ЖН-546/4Ж38 | 43,56            | 5,86                       | РГМ-2, РГМ-2М, В-90, АР-5 | 509                              | 13                                 |
| 3ВОФ91 (з донним газогенератором)     | 3ОФ61          | Ж61            | 43,56            | 7,8                        | В-429                     | 680                              | 29                                 |
| Керовані снаряди                      |                |                |                  |                            |                           |                                  |                                    |
| Краснополь (керований снаряд) 3ВОФ64М | 3ОФ39М         | 54-ЖН-546      | 43               | 9 (тротиловий еквівалент)  |                           |                                  | 20                                 |
| Краснополь (керований снаряд) 3ВОФ64  | 3ОФ39          | 54-Ж-546       | 50               | 6,6                        |                           |                                  | 20                                 |
| «Сантиметр-М»                         | 3ОФ75          |                | 48               | 10 (тротиловий еквівалент) |                           |                                  | 18                                 |

### Двигун і трансмісія
В 2С19 встановлено V-подібний 12-циліндровий двигун потужністю 780 к.с. Крім дизельного палива, двигун має можливість роботи на гасі марок ТС-1, Т-1 і Т-2.
Трансмісія механічна коробка передач, з бортовими планетарними коробками передач (БКП). Має сім передніх та одну задню передачу. Максимальна швидкість руху на сьомій передній передачі становить 60 км/год.

### Ходова частина
Ходова частина 2С19 максимально уніфікована з танком Т-80 і складається з шести пар обгумованих опорних та п'яти пар підтримуючих котків. У задній частині машини знаходяться ведучі колеса, в передній — напрямні. Підвіска 2С19 — індивідуальна торсіонна. На першому, другому та шостому опорних котках встановлені телескопічні гідроамортизатори.

## Модифікації
- 2С19М1 — встановлена супутникова навігація, нова система керування вогнем «УСПЕХ-С»[14][15].
- 2С19М2 — встановлена нова автоматизована система управління вогнем, також є можливість застосування цифрових електронних карт, знижена помітність в радіолокаційному, тепловому і оптичному діапазонах, встановлений кондиціонер, збільшена прицільна скорострільність до 10 пострілів в хвилину, поліпшена точність наведення[16].

## Бойове застосування

### Російсько-чеченські війни
Бойове хрещення самохідна гаубиця 2С19 прийняла під час Першої російсько-чеченської війни. Незважаючи на те, що під час бойових дій «Мста-С» зарекомендувала себе як маневрена самохідна артилерійська установка з високою точністю стрільби, що відповідає сучасним на той момент вимогам, були виявлені і її недоліки, що полягали насамперед у застарілій системі управління наведенням гармати. Повторне застосування САУ 2С19 відбулося під час Другої російсько-чеченської війни. За результатами бойового застосування та з урахуванням виявлених недоліків було розроблено модифіковану версію — 2С19М.

### Російсько-українська війна

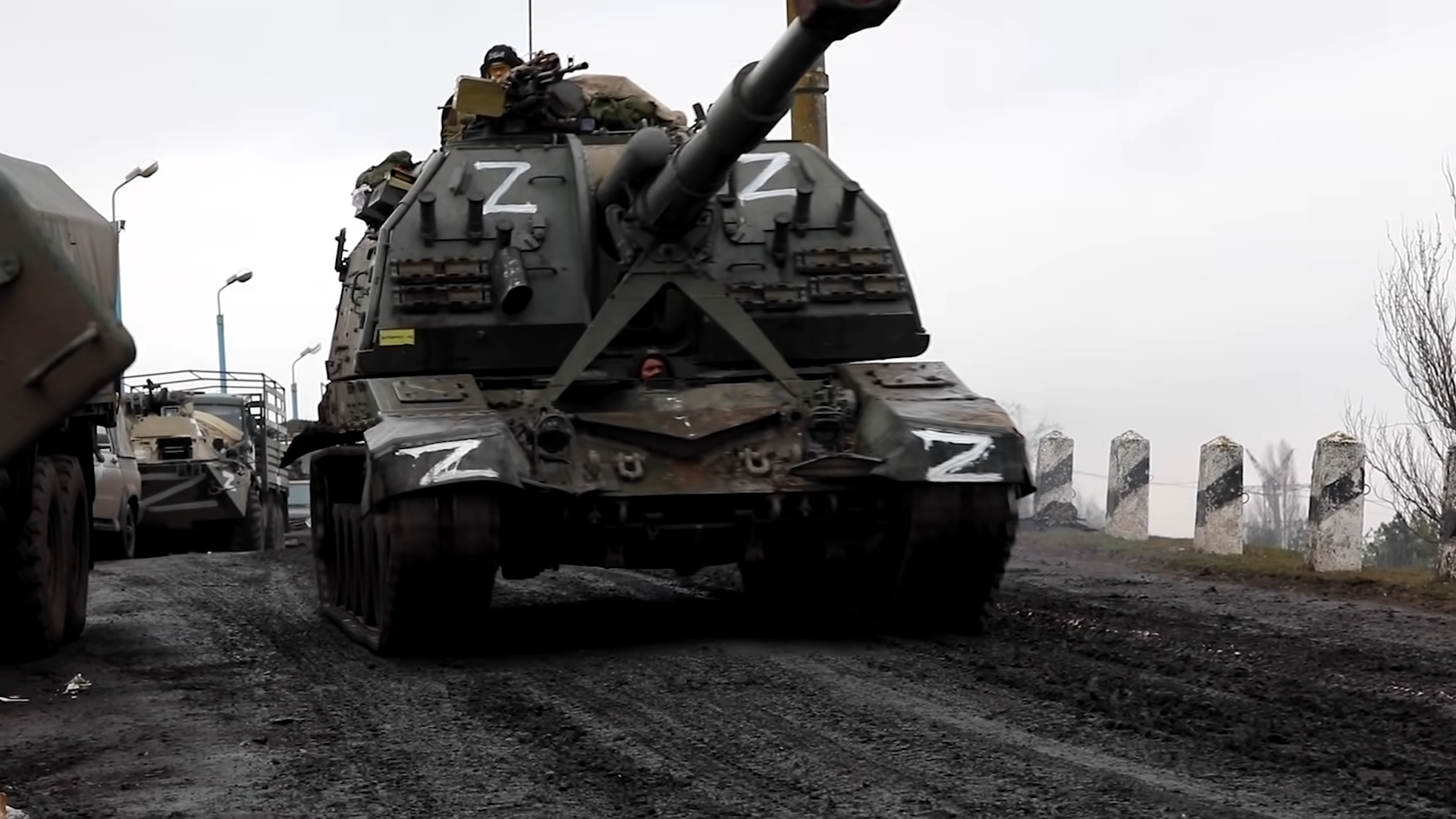
Російські «Мста-С» на марші, 2022 рік

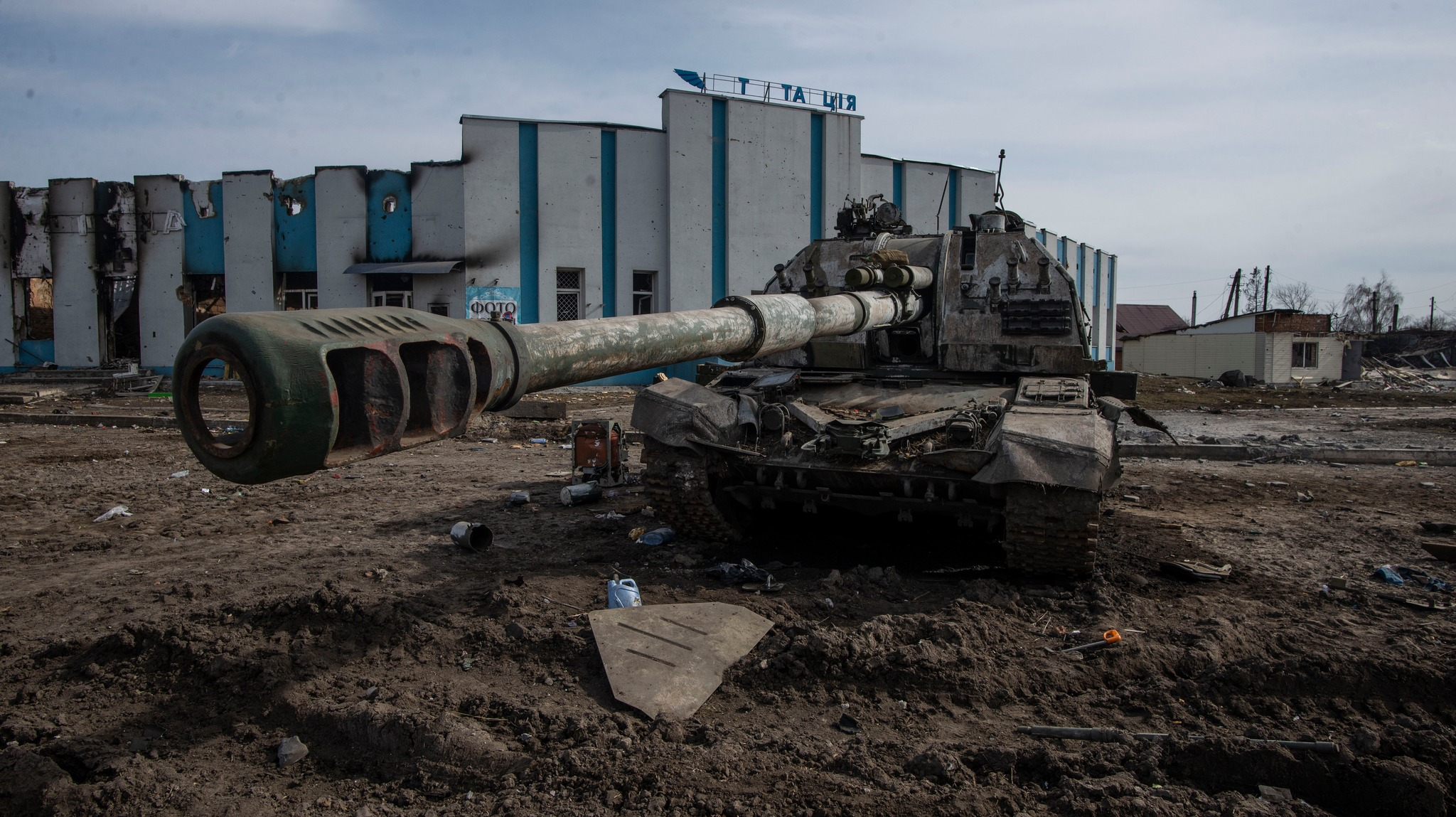
Знищена російська САУ 2С19 «Мста-С» під час боїв за Тростянець

Російські САУ «Мста-С» були неодноразово помічені та зафіксовані у серпні-вересні 2014 року на Маріупольському напрямку. Були ідентифіковані фото у Новоазовську.
Меморандум від 20 вересня до Мінського протоколу передбачав відведення гаубиць калібром 152-мм: 2С5 «Гіацинт-С», 2С3 «Акація», 2С19 «Мста-С», 2А65 «Мста-Б» на 33 км від лінії зіткнення. А «Комплекс заходів» на виконання Мінських угод від 12 лютого 2015 передбачав створення зони безпеки завширшки 50 км для артилерійських систем калібру 100 мм і більше.
Колони САУ, зокрема новітньої російської модифікації 2С19М1, було зафіксовано під час боїв за Дебальцеве у лютому 2015 року. 2С19М1 були ідентифіковані під м. Перевальськ, смт Селезнівка, смт Михайлівка неподалік Алчевська.
Під с. Байрачки щонайменше одна установка була знищена українським контрбатарейним вогнем.

#### Повномасштабне російське вторгнення 2022 року
Використовуються обома сторонами під час вторгнення Росії в Україну.
27 березня 2022 року Збройні сили України здобули в бою із окупантами на Миколаївщині черговий трофей — самохідну артилерійську установку «Мста-С». Її транспортували до однієї з військових частин.
Наприкінці серпня 2022 року спільними зусиллями українських захисників була знищена російська 2С19 «Мста-С» всього за 350 метрів від державного кордону в Харківській області (поблизу пункту пропуску «Гоптівка»).
В результаті наступу на початку вересня 2022 року в районі Ізюма на Харківщині, українська армія поповнилася сотнями одиниць трофейної російської техніки. Зокрема великою кількістю 152-мм самохідних артустановок «Мста-С», у тому числі модернізованих.
Станом на 7 липня 2025 року редактори Oryx Blog знайшли фото чи відео підтвердження безповоротної втрати Росією 275 САУ «Мста-С/СМ2»: 222 знищено та 53 захоплено силами ЗСУ, ще низка були пошкоджені. Україна, за даними Oryx, втратила 2 САУ «Мста-С», а також 3 САУ отримали пошкодження.

## Оператори
- Азербайджан — 18 одиниць 2С19 на озброєнні, станом на 2024 рік[32].
- Венесуела — 48 одиниць 2С19 на озброєнні, станом на 2024 рік[33].
- Грузія — 1 одиниця 2С19 на озброєнні, станом на 2024 рік[34].
- Ефіопія — 10 одиниць 2С19 на озброєнні, станом на 2024 рік[35].
- Росія
  - Сухопутні війська РФ — 300 одиниць 2С19/2С19М1 та 300 2С19М2 на озброєнні. 150 одиниць 2С19 на зберіганні, станом на 2024 рік[36].
  - Берегові війська ВМФ Росії — 36 одиниць 2С19М1 на озброєнні, станом на 2024 рік[37].
- Україна — 35 одиниць 2С19 на озброєнні, станом на 2024 рік[38].

## Галерея

Тактичні навчання 26-ї оабр у зоні ООС, 15 серпня 2018
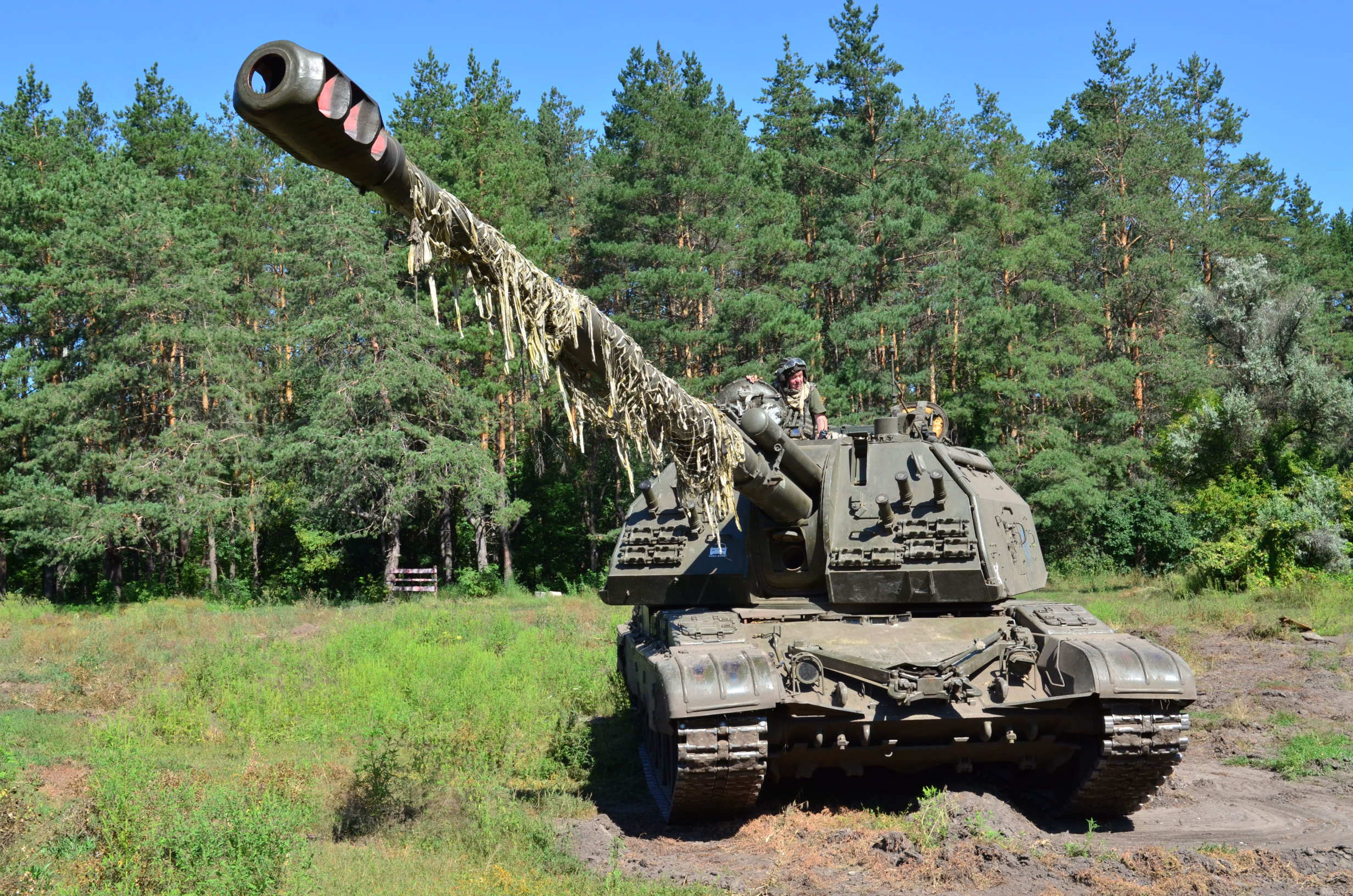
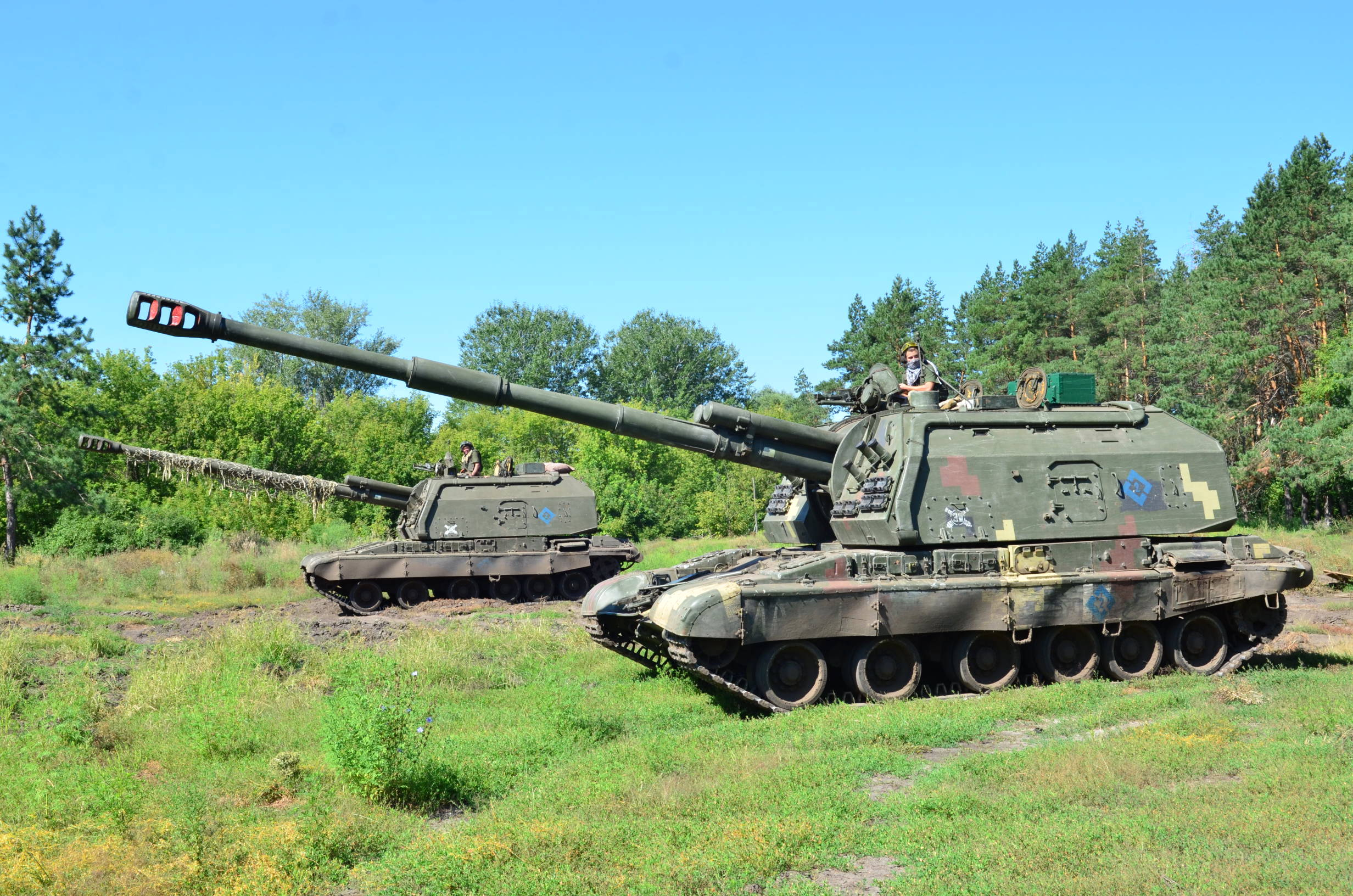
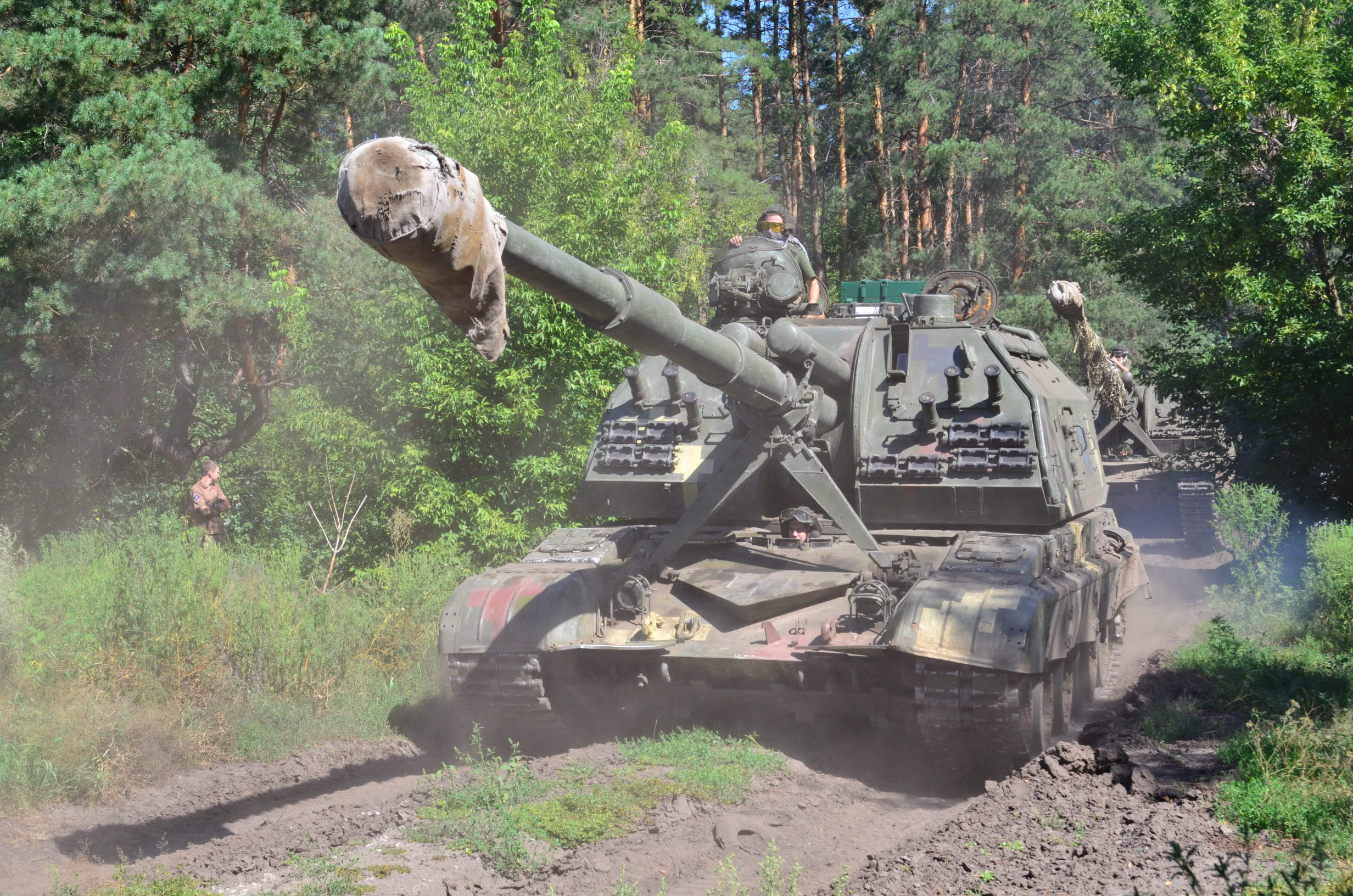
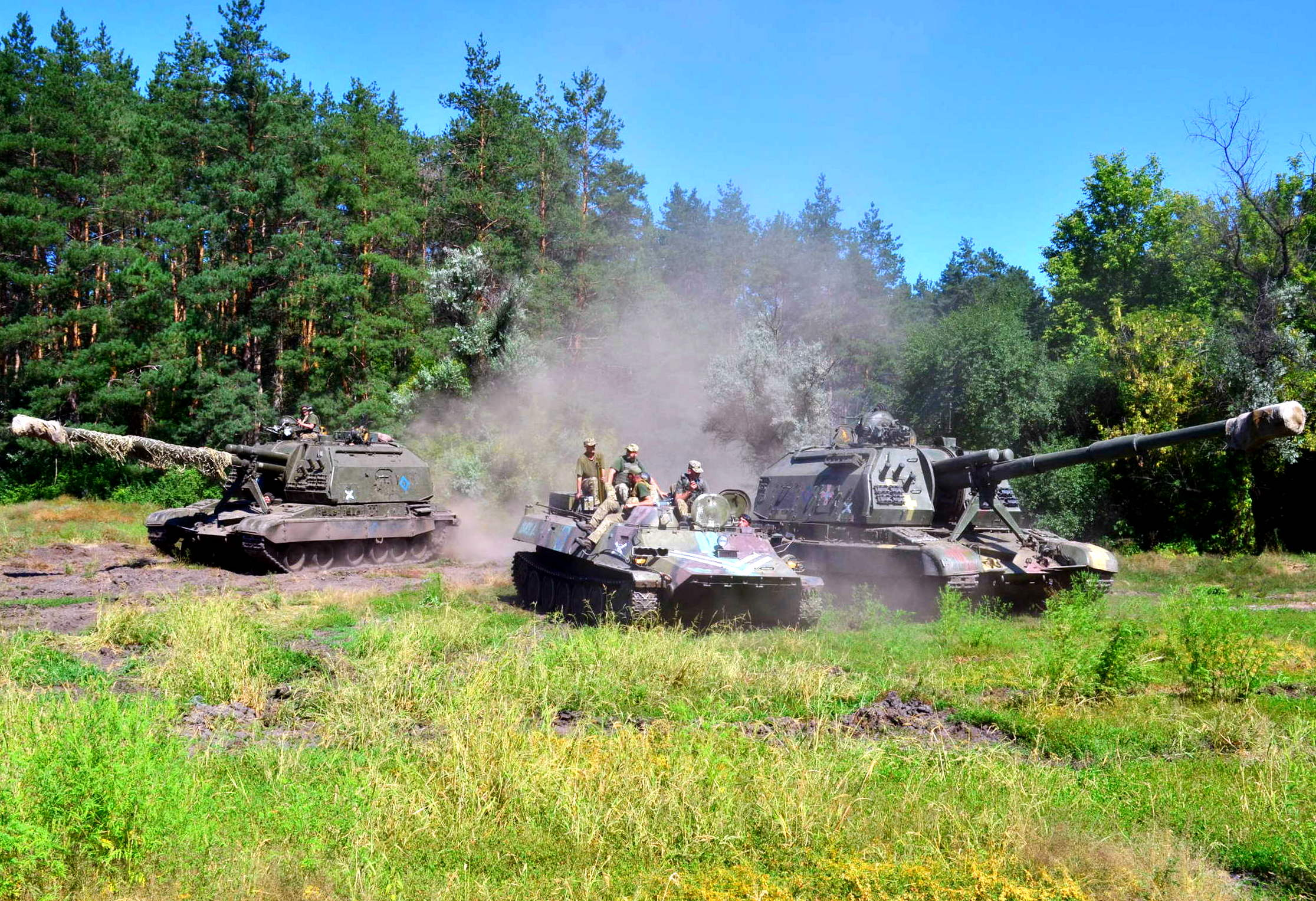
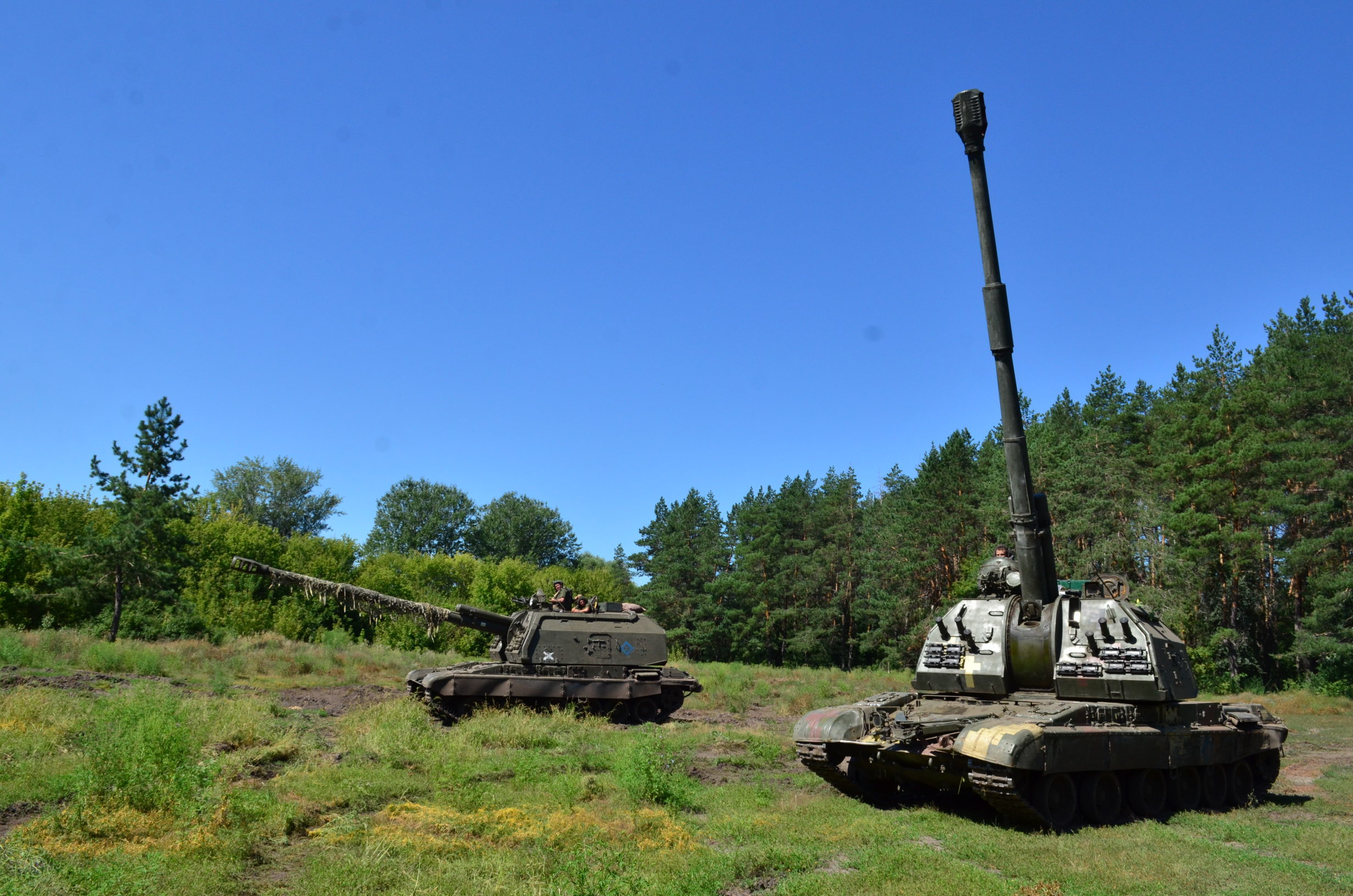
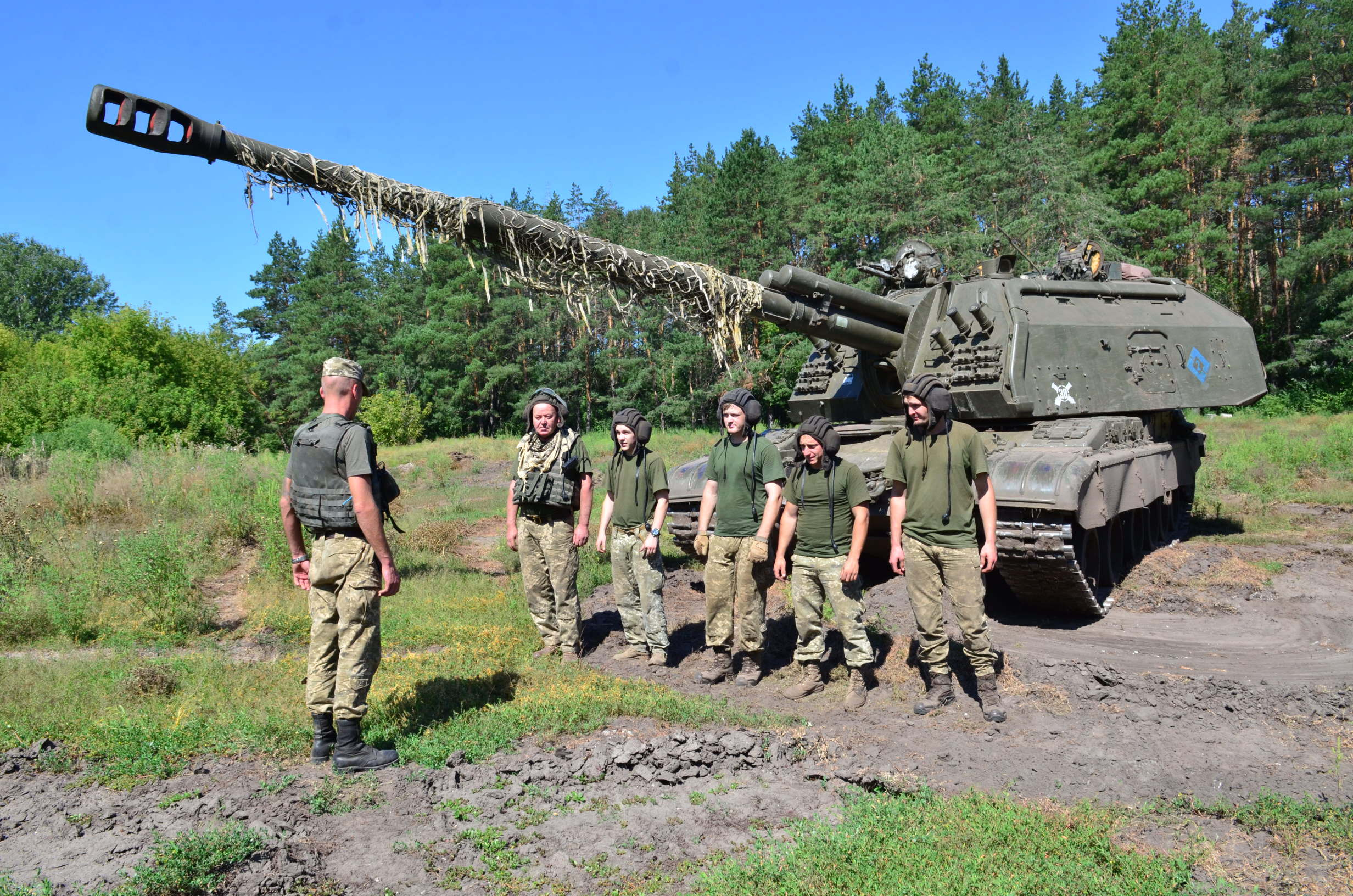